# Paysonia lescurii
Paysonia lescurii är en korsblommig växtart som först beskrevs av Asa Gray, och fick sitt nu gällande namn av O'kane och Al-shehbaz. Paysonia lescurii ingår i släktet Paysonia och familjen korsblommiga växter. Inga underarter finns listade i Catalogue of Life.

## Bildgalleri

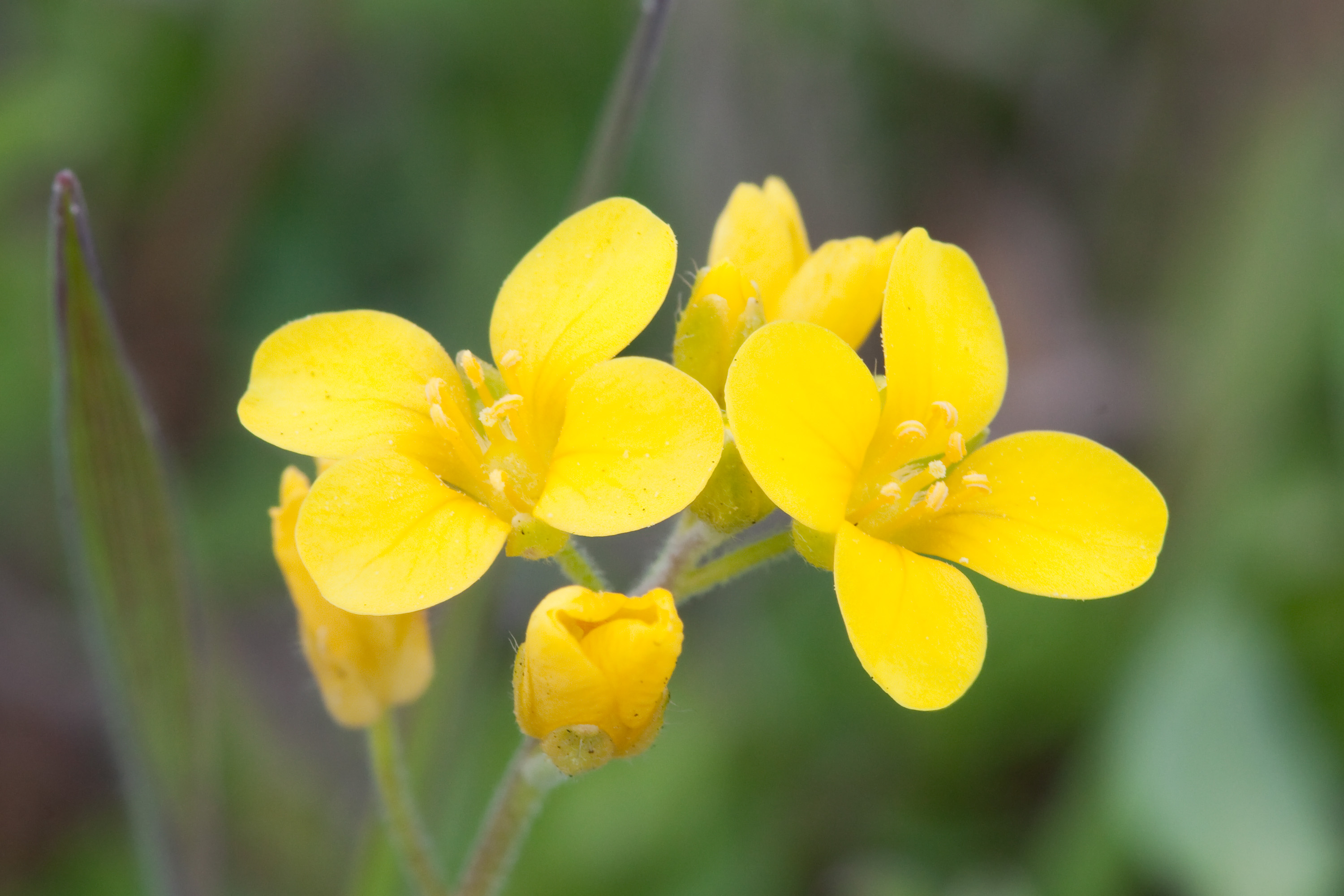